# تولیو دیاس
تولیو دیاس (اسپانیایی: Tulio Díaz‎؛ زادهٔ ۱ ژوئن ۱۹۶۰) شمشیرباز اهل کوبا بود.
وی در مسابقات کشوری و بین‌المللی در مجموع برندهٔ ۱ مدال نقره شده‌است.